# Luca Fusco
Luca Fusco (ur. 31 sierpnia 1977 w Salerno) – włoski piłkarz, występujący na pozycji obrońcy w klubie Salernitana. Od 2007 roku pełnił funkcję kapitana swojej drużyny. Z końcem czerwca 2010, po wygaśnięciu kontraktu, stał się wolnym zawodnikiem.

## Kariera klubowa
Zawodnik rozpoczynał karierę w lokalnej Salernitanie. Przed sezonem 1996/97 został wypożyczony do klubu z pobliskiego miasta SS Cavese aby nabrać doświadczenia. Stał się czołową postacią tej drużyny, która wówczas awansowała do Serie C2. Po powrocie do Salernitany pomógł jej awansować do Serie A. Grając w najwyższej klasie rozgrywkowej został podstawowym zawodnikiem drużyny, jednak mimo to klub wówczas prowadzony przez Delio Rossiego nie uniknął degradacji do Serie B. Następnie Luca został mianowany kapitanem zespołu i pozostał nim aż do sezonu 2002/03. Latem 2003 trafił do zespołu Messiny. Klub zajął trzecie miejsce w Serie B i dzięki powiększaniu Serie A z 18 do 20 drużyn uzyskał bezpośredni awans, a Fusco wybiegał w pierwszej jedenastce na każde spotkanie. Kolejny sezon w barwach Messiny był jednym z najciemniejszych w karierze Włocha, który zniszczył mu groźny uraz. Skutkiem tego było tylko 5 występów w sezonie 2004/05 podczas gry w Serie A. W kolejnym sezonie 2005/06 nie mógł przebić się do pierwszego składu Giallorossich i w styczniu 2006 został wypożyczony do grającej w Serie C1 Genoi z którą wywalczył już czwarty awans w swojej karierze. Sezon 2006/07 spędził na całorocznym wypożyczeniu w drugoligowym FC Crotone i spadł z drużyną do Serie C1.
Przed sezonem 2007/08 mająca aspiracje sięgające awansu Salernitana pozyskała Fusco, który znów założył opaskę kapitańską ukochanego klubu. Jego postawa przyczyniła się do awansu i klub w sezonie 2008/09 grał w Serie B. W tymże czasie przekroczył liczbę 200 występów w trykocie drużyny z Salerno. WIęcej spotkań od niego zagrało tylko sześciu zawodników.

## Kariera reprezentacyjna
W latach 1999–2000 ośmiokrotnie był powoływany na spotkania Reprezentacji Włoch U-21, jednak nie było dane mu zadebiutować w ojczystych barwach.

## Osiągnięcia
- Mistrzostwo Serie B: 2

Salernitana: 1997/1998

FC Messina: 2003/04
- Mistrzostwo Serie C: 2

Genoa FC: 2005/06

Salernitana: 2007/08
- Mistrzostwo Serie D

SS Cavese: 1996/97